# Dikhukhung
Dikhukhung est une ville du Botswana.